# When I’m Gone (Alesso-und-Katy-Perry-Lied)
When I’m Gone ist ein Lied des schwedischen DJs Alesso und der US-amerikanischen Sängerin Katy Perry. Er wurde am 29. Dezember 2021 von 10:22 PM Records veröffentlicht. Es fällt mit dem ersten Datum von Play-Perrys Las Vegas Konzert-Residency zusammen. Der Song ist ein EDM-, Dance-Pop-, House- und Elektropop-Song, geschrieben von Perry, Alesso, Alida Garpestad Peck, Rami Yacoub, Nathan Cunningham, Marc Sibley und Alma Goodman und produziert von Alesso und den Space Primates.

## Veröffentlichung und Marketing

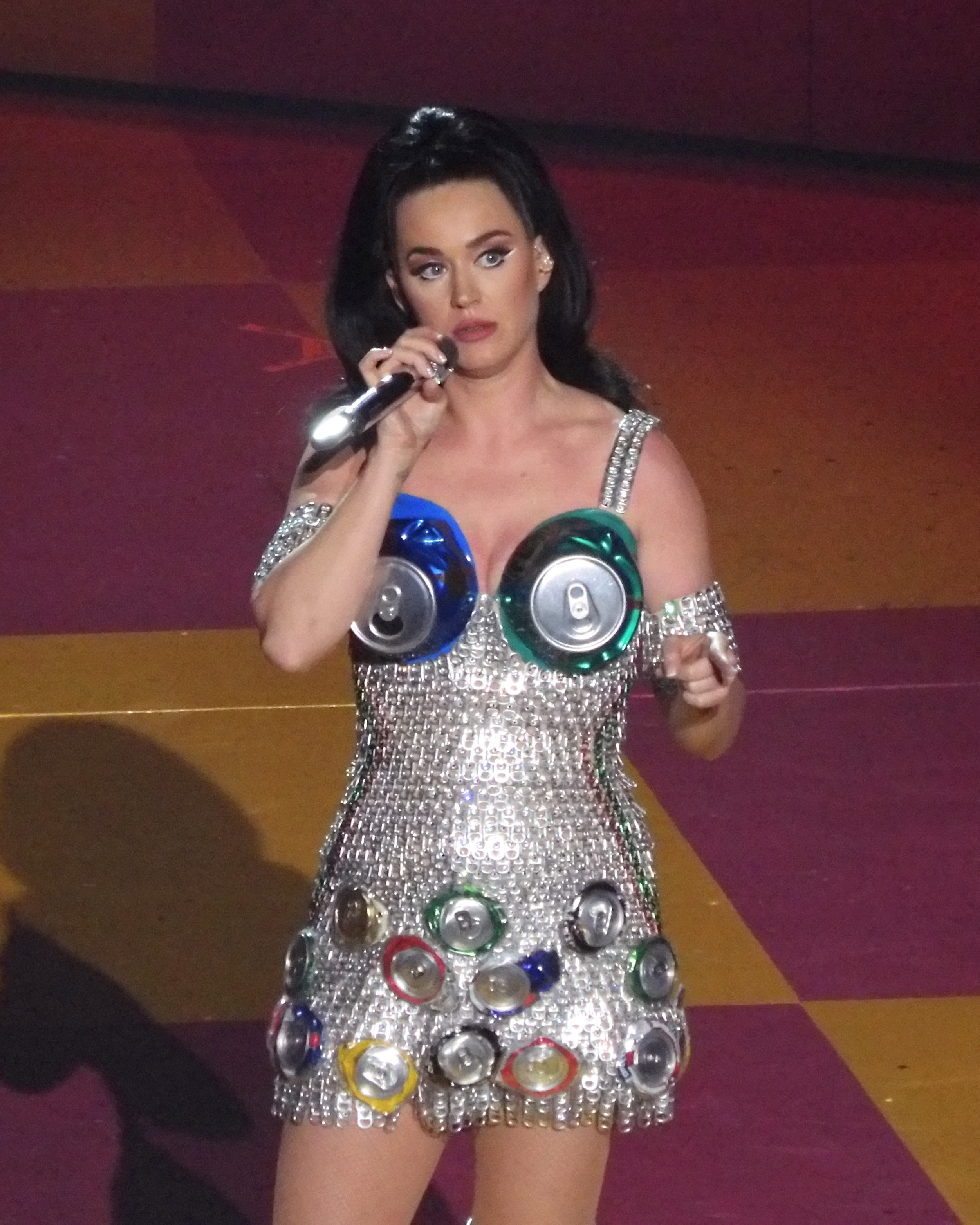
Katy Perry bei der Aufführung von When I’m Gone während ihres Konzerts bei Play.

Am 15. Dezember 2021 kündigten Alesso und Perry den Song an und veröffentlichten einen kleinen Ausschnitt des Songs und des Musikvideos über ihre Social-Media-Konten. Der Song wurde am 29. Dezember 2021 veröffentlicht, dem gleichen Tag, an dem Perry ihre Residency-Show Play begann. Der Song erscheint auf der Setlist ihrer Las Vegas Residency 2021–2022, Play, im Resorts World Las Vegas. Er wird zusammen mit ihrem Song Walking on Air (aus ihrem 2013er Album Prism) aufgeführt. Am 31. Dezember 2021 wurde ihr Auftritt mit dem Song (aus ihrer Residency) auch in das CNN-Silvester-Live-Special aufgenommen. Am 29. Januar 2022 sang Perry den Song auch in Saturday Night Live, vorgestellt von Willem Dafoe.

## Musikvideo
Das dazugehörige Musikvideo wurde am 10. Januar 2022 während der Halbzeitpause der College Football Playoff National Championship 2022 auf ESPN uraufgeführt; es war das erste Musikvideo, das während einer Live-Veranstaltung auf ESPN Premiere hatte. Das Video zeigt einen Boston-Dynamics-Roboter namens „Spot“, den Perry im Video nach ihrem eigenen Hund „Nugget“ nennt.
Perry bezeichnet es als ihr erstes Video mit einer kompletten Choreografie, da der Song sexy inszeniert ist. Das Video wurde von Sean Bankhead choreographiert, und wurde von Hannah Lux Davis inszeniert. Laut Perry wurde der Film in einer in Betrieb befindlichen Budweiser-Brauerei gedreht. Davis sagte: „Wir wollten etwas, das mehr an Black Mirror erinnert. Ein wenig futuristisch, aber wir wollten, dass es sich trotzdem geerdet anfühlt. Technisches Sci-Fi, aber es sollte poppig sein.“ Perry trägt in dem Video einen maßgeschneiderten lila Jumpsuit von Dolce & Gabbana, den sie als ihr „Lieblingsoutfit“ bezeichnete.
People nannte es „hypnotisierend“ und sagte weiter: „In echtem Perry-Stil biete das Video einige atemberaubende Kostüme und beeindruckende Tanzbewegungen.“

## Rezeption

### Rezensionen
Justin Curto von Vulture schrieb, When I’m Gone sei „ein weiterer EDM-Bop“, der Perrys 2019er Single Never Really Over in Kadenz und Rhythmus ähnelt. 360 sagte, der Song verbinde „Hightech“-Beats mit herzzerreißenden Texten und lobte die Produktion von Alesso. Die Official Charts Company gab eine positive Bewertung ab und schrieb: „Zu einem pulsierenden House-Beat sagt Katy, dass sie ihnen alles geben wird, was sie wollen, und dieser High-Tempo-Banger wird sicherlich eine große Menge an Pop-Fans für sich gewinnen.“

### Chartplatzierungen
In den Vereinigten Staaten erreichte When I’m Gone die Bubbling Under Hot 100 Charts, bevor es in der Woche vom 22. Februar 2022 auf Platz 97 der Billboard Hot 100 debütierte und damit Perrys 35. und Alessos dritter Eintrag in den Charts wurde. Seine beste Platzierung erreichte der Titel mit Rang 90. When I’m Gone debütierte auch auf Platz vier der Dance/Electronic Digital Song Sales und auf Platz 17 der Dance/Electronic Songs.
Im Vereinigten Königreich debütierte When I’m Gone auf Platz 72. In der achten Chartwoche stieg es auf Platz 49 der Charts, was die beste Platzierung darstellte. In Deutschland konnte sich die Single vier Wochen in den Top 100 platzieren und erreichte mit Rang 88 seine beste Platzierung am 22. April 2022.
| ChartsChartplatzierungen       | Höchstplatzierung | Wochen |
| ------------------------------ | ----------------- | ------ |
| Deutschland (GfK)              | 88 (4 Wo.)        | 4      |
| Schweden (GLF)                 | 91 (1 Wo.)        | 1      |
| Vereinigte Staaten (Billboard) | 90 (4 Wo.)        | 4      |
| Vereinigtes Königreich (OCC)   | 49 (13 Wo.)       | 13     |

### Auszeichnungen für Musikverkäufe
| Land/Region                  | Auszeichnungen für Musikverkäufe (Land/Region, Auszeichnung, Verkäufe) | Verkäufe |
| ---------------------------- | ---------------------------------------------------------------------- | -------- |
| Brasilien (PMB)              | 2× Platin                                                              | 80.000   |
| Italien (FIMI)               | Gold                                                                   | 50.000   |
| Polen (ZPAV)                 | Gold                                                                   | 25.000   |
| Spanien (Promusicae)         | Gold                                                                   | 30.000   |
| Vereinigte Staaten (RIAA)    | Gold                                                                   | 500.000  |
| Vereinigtes Königreich (BPI) | Silber                                                                 | 200.000  |
| Insgesamt                    | 1× Silber · 4× Gold · 2× Platin ·                                      | 885.000  |

Hauptartikel: Katy Perry/Auszeichnungen für Musikverkäufe